# Bauhinia somalensis
Bauhinia somalensis är en ärtväxtart som beskrevs av Rodolfo Emilio Giuseppe Pichi Sermolli och Roti Mich. Bauhinia somalensis ingår i släktet Bauhinia och familjen ärtväxter. Inga underarter finns listade i Catalogue of Life.